# O Domingo Ilustrado
O Domingo Ilustrado : notícias e atualidades gráficas, teatros, sports e aventuras, consultórios e utilidades foi um semanário publicado em Lisboa (apesar de se apresentar como "jornal de Portugal") entre Janeiro de 1925 e Dezembro de 1927. Compromete-se a ser um jornal para  toda a gente, tentando realçar as «afinidades evidentes ou reconditas que entre as várias classes subsistem». Aparentemente longe de se querer imiscuir em terrenos políticos, pretende antes retratar «um país de trabalho e de recreio, de fabricas e romarias, de vinhedos e olivais, de monumentos e de paisagens, de lirismo e de pitoresco, de cultura e de esporte». Contudo, evidencia-se, a certa altura, como órgão legitimador do golpe de 28 Maio de 1926. No comando deste projeto brilha o nome de Leitão de Barros assessorado por uma lista significativa de intervenientes:  Eduardo Gomes (assume a direção no primeiro ano do semanário),  Martins Barata, Carlos Malheiro Dias, Tomás Ribeiro Colaço,  Feliciano dos Santos, André Brun, Corrêa Leal, Francisco Guedes, Armando Ferreira, Henrique Roldão, Artur Portela,  Reinaldo Ferreira, fotógrafos: Ferreira da Cunha, Arnaldo Garcez, Mário de Novaes, Raul Reis, Serra Ribeiro, Martins Barata, Carlos Botelho, Manuel Roque Gameiro e Raquel Roque Gameiro Ottolini.